# Sankt Englmar
Sankt Englmar é um município da Alemanha, no distrito de Straubing-Bogen, na região administrativa de Niederbayern , estado de Baviera.